# Société américaine de statistique
Pour les articles homonymes, voir ASA.
La Société américaine de statistique (aussi fréquemment appelée Association des statisticiens américains pour préserver l'acronyme ASA issu de l'anglais American Statistical Association) est une société savante et professionnelle américaine faisant la promotion du développement et de l'application de la statistique.
Fondée le 27 novembre 1839, l’ASA est l’une des plus anciennes sociétés savantes des États-Unis. Elle organise chaque année plusieurs congrès.
L’ASA compte plus de 18 000 membres aux États-Unis, au Canada et à l’étranger.[réf. nécessaire]
Wesley Mitchell, Alfred Lotka, George Snedecor, Simon Kuznets, Samuel Wilks, Rensis Likert, William Kruskal et Bradley Efron figurent au nombre des anciens présidents de l’ASA.

## Publications
Elle publie divers périodiques, dont les revues savantes suivantes :
- Journal of the American Statistical Association
- The American Statistician
- Journal of Business & Economic Statistics
- Statistics in Biopharmaceutical Research
- Journal of Agricultural, Biological, and Environmental Statisitcs
- Journal of Computational and Graphical Statistics
- Technometrics
- Journal of Educational and Behavioral Statistics
- Journal of Statistics Education
- Journal of Statistical Software
- Statistical Analysis and Data Mining
- Statistics Surveys
- Journal of Nonparametric Statistics
- Journal of Quantitative Analysis in Sports.

## Personnalités liées à l'ASA
- John Chambers (statisticien)
- Barbara Bailar : la seule personne à avoir été à la fois présidente et directrice exécutive.
- Liste des présidents de la Société américaine de statistique (en)

## Liste des dirigeants
| Identité           | Période | Période | Durée |
| Identité           | Début   | Fin     | Durée |
| ------------------ | ------- | ------- | ----- |
| Robert Santos (en) | 2020    | 2023    | 3 ans |
| Dionne Price (en)  | 2023    |         |       |

## Prix décernés par l'ASA
- Prix Samuel-Wilks, remis depuis 1964 en l'honneur de Samuel Wilks[2]